# Jay Arnette
Pour les articles homonymes, voir Arnette (homonymie).
Jay Arnette, né le 19 décembre 1938 à Austin, au Texas, est un joueur américain de basket-ball. Il évolue au poste de meneur.

## Palmarès
- Champion olympique 1960